# Andaeschna
Genre
Andaeschna est un genre de libellules de la famille des Aeshnidae (sous-ordre des Anisoptères, ordre des Odonates). 

## Liste des espèces
Selon GBIF (30 janvier 2024) :
- Andaeschna andresi (Rácenis, 1958)
- Andaeschna occidentalis Bota-Sierra, 2019
- Andaeschna rufipes (Ris, 1918)
- Andaeschna timotocuica De Marmels, 1994
- Andaeschna unicolor (Martin, 1908)

## Classification
Le nom valide complet (avec auteur) de ce taxon est Andaeschna De Marmels (d), 1994.

## Publication originale
- (en) Jürg De Marmels, « A new genus of Aeshnini (Odonata: Aeshnidae) from the Andes, with description of a new species », Insect Systematics & Evolution, Pays-Bas, vol. 25, no 4,‎ 1er janvier 1994, p. 427–438 (ISSN 1399-560X, e-ISSN 1876-312X, DOI 10.1163/187631294X00199).